# ISO 3166-2:GN
ISO 3166-2:GN è uno standard ISO che definisce i codici geografici delle suddivisioni della Guinea; è un sottogruppo dello standard ISO 3166-2.
I codici sono assegnati a due livelli di suddivisioni, le sette regioni (più la zona speciale della capitale Conakry) e le 33 prefetture. Sono formati da GN- (sigla ISO 3166-1 alpha-2 dello Stato), seguito da una o due lettere (rispettivamente per regioni e prefetture).

## Codici

### Regioni
| Codice | Regione                 |
| ------ | ----------------------- |
| GN-B   | Boké                    |
| GN-F   | Faranah                 |
| GN-K   | Kankan                  |
| GN-D   | Kindia                  |
| GN-L   | Labé                    |
| GN-M   | Mamou                   |
| GN-N   | Nzérékoré               |
| GN-C   | Conakry (zona speciale) |

### Prefetture
| Codice | Prefettura  | Regione di appartenenza |
| ------ | ----------- | ----------------------- |
| GN-BE  | Beyla       | Nzérékoré               |
| GN-BF  | Boffa       | Boké                    |
| GN-BK  | Boké        | Boké                    |
| GN-CO  | Coyah       | Kindia                  |
| GN-DB  | Dabola      | Faranah                 |
| GN-DL  | Dalaba      | Mamou                   |
| GN-DI  | Dinguiraye  | Faranah                 |
| GN-DU  | Dubréka     | Kindia                  |
| GN-FA  | Faranah     | Faranah                 |
| GN-FO  | Forécariah  | Kindia                  |
| GN-FR  | Fria        | Boké                    |
| GN-GA  | Gaoual      | Boké                    |
| GN-GU  | Guéckédou   | Nzérékoré               |
| GN-KA  | Kankan      | Kankan                  |
| GN-KE  | Kérouané    | Kankan                  |
| GN-KD  | Kindia      | Kindia                  |
| GN-KS  | Kissidougou | Faranah                 |
| GN-KB  | Koubia      | Labé                    |
| GN-KN  | Koundara    | Boké                    |
| GN-KO  | Kouroussa   | Kankan                  |
| GN-LA  | Labé        | Labé                    |
| GN-LE  | Lélouma     | Labé                    |
| GN-LO  | Lola        | Nzérékoré               |
| GN-MC  | Macenta     | Nzérékoré               |
| GN-ML  | Mali        | Labé                    |
| GN-MM  | Mamou       | Mamou                   |
| GN-MD  | Mandiana    | Kankan                  |
| GN-NZ  | Nzérékoré   | Nzérékoré               |
| GN-PI  | Pita        | Mamou                   |
| GN-SI  | Siguiri     | Kankan                  |
| GN-TE  | Télimélé    | Kindia                  |
| GN-TO  | Tougué      | Labé                    |
| GN-YO  | Yomou       | Nzérékoré               |